# Fulgora castresii
Fulgora castresii är en insektsart som beskrevs av Gutrin-mtneville 1837. Fulgora castresii ingår i släktet Fulgora och familjen lyktstritar. Inga underarter finns listade i Catalogue of Life.

## Bildgalleri

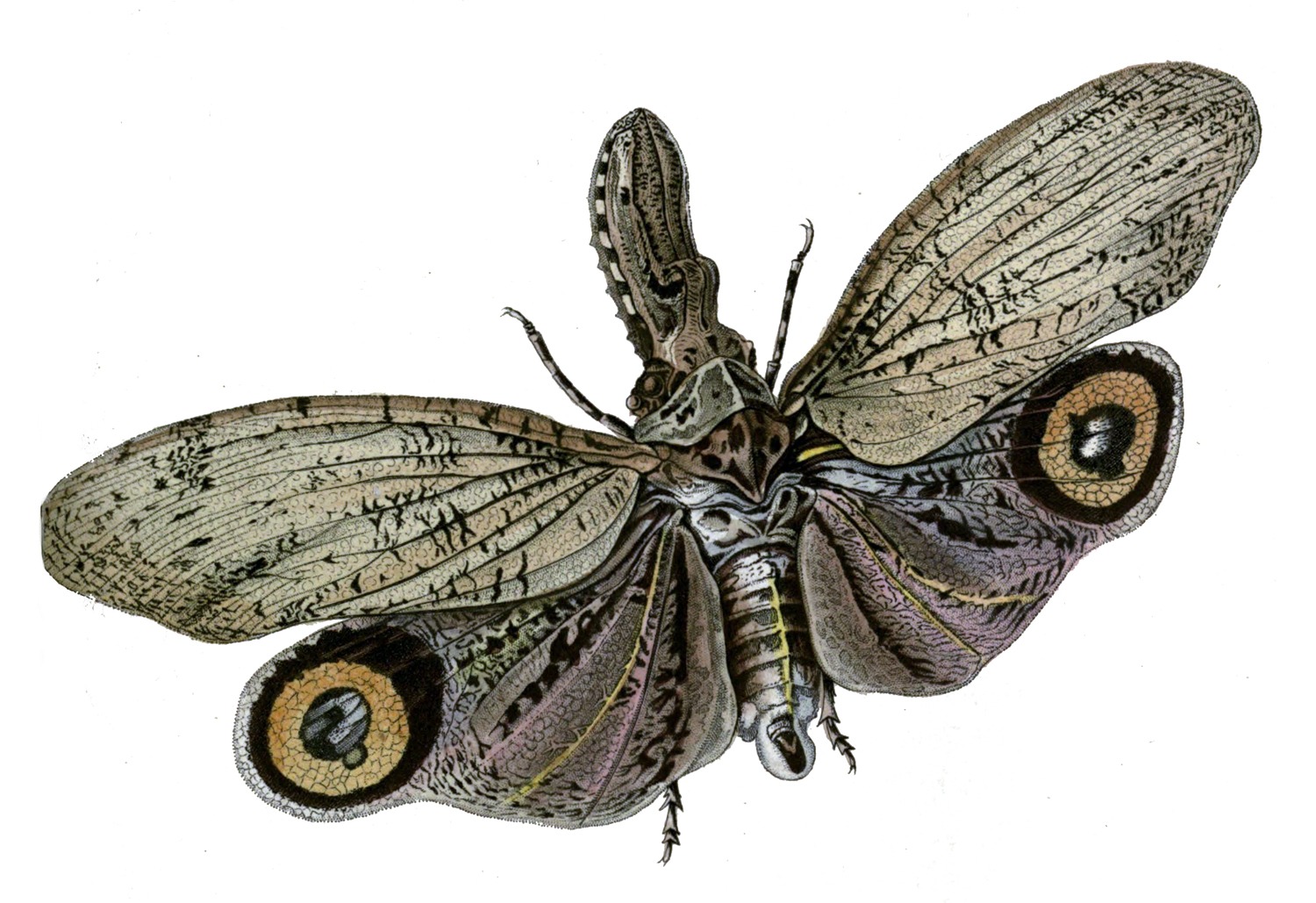
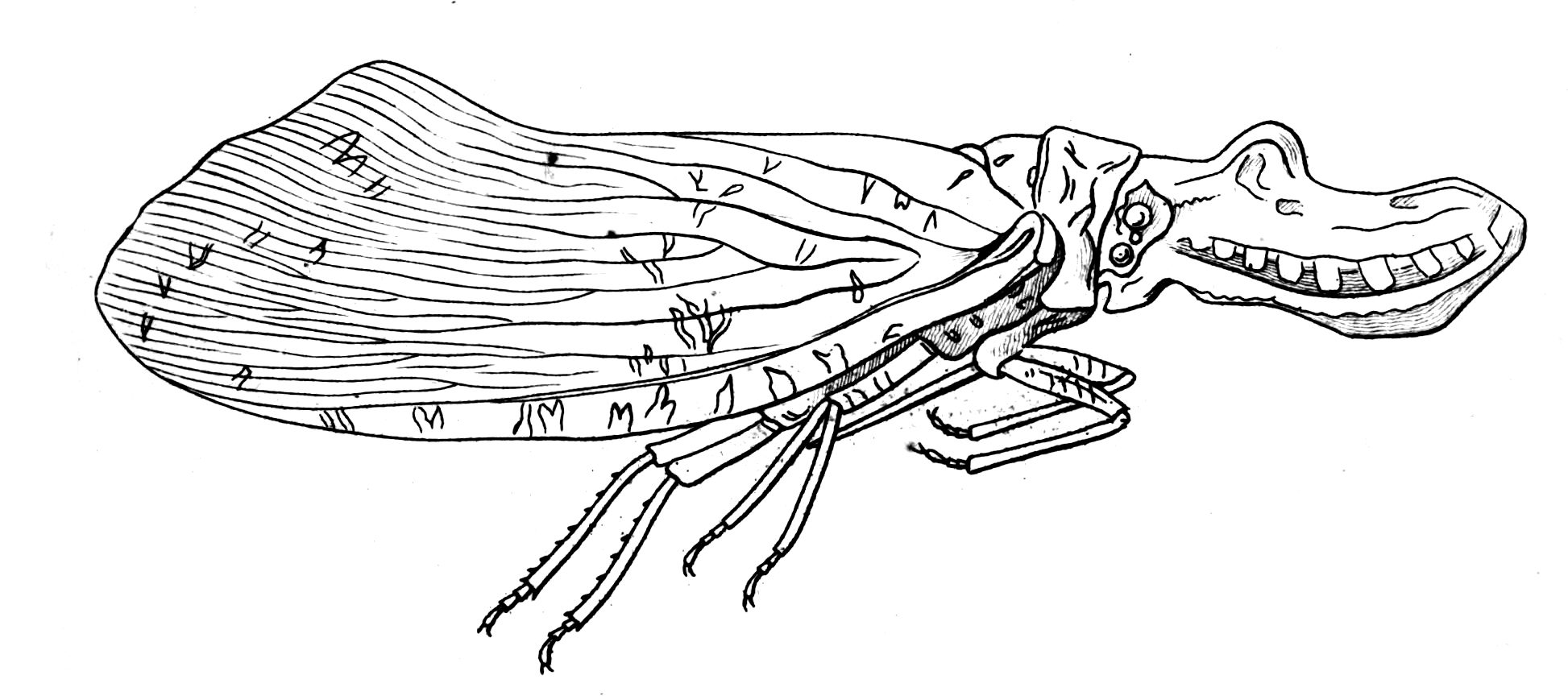
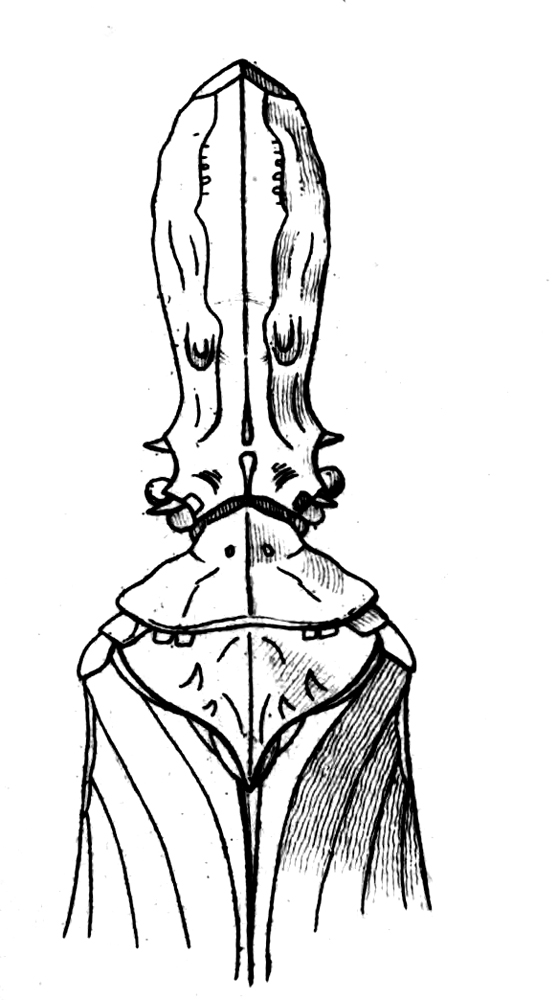
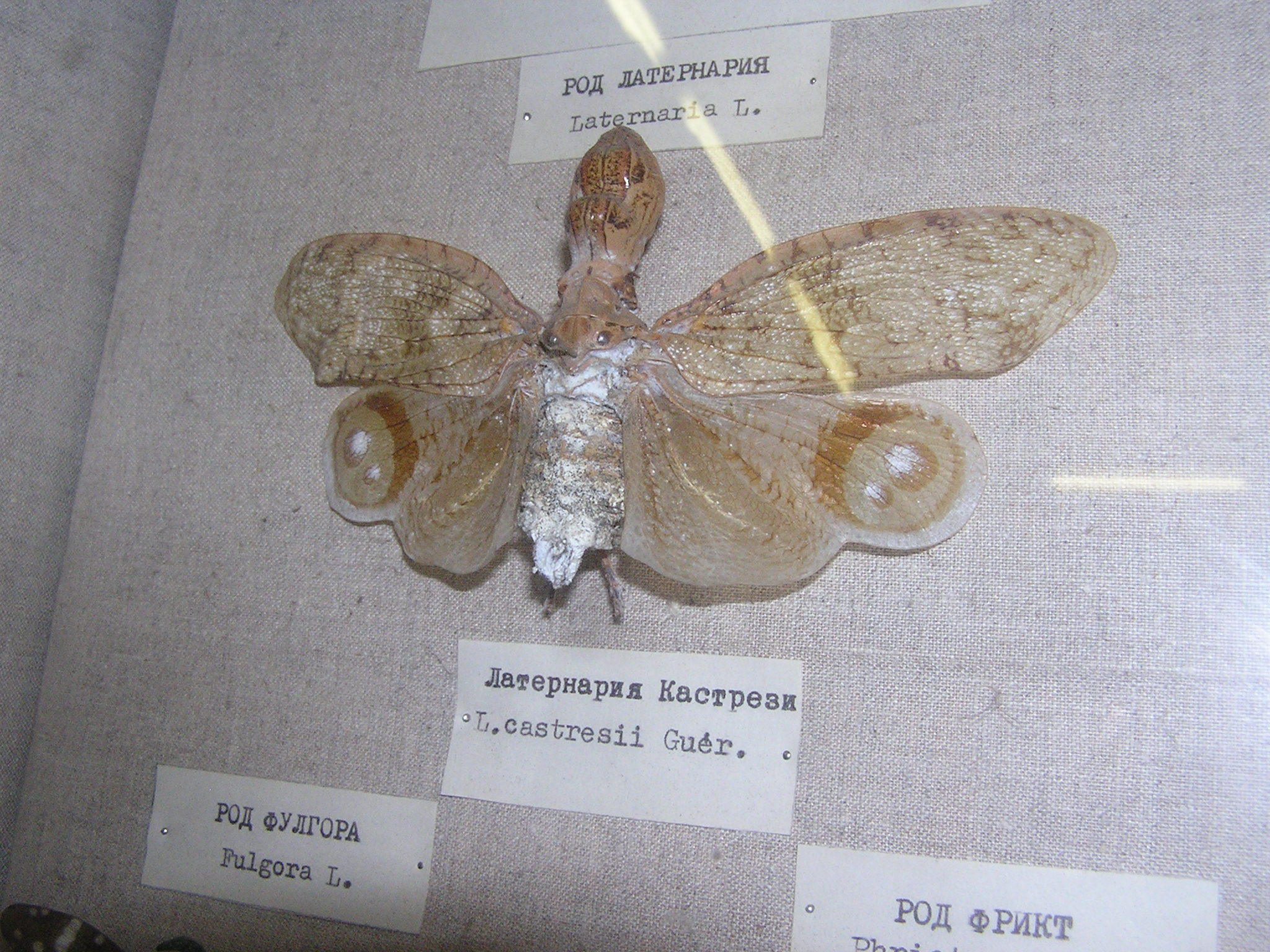